# Nathan Bastian
Nathan Bastian, född 6 december 1997 i Kitchener, är en kanadensisk professionell ishockeyforward som spelar för New Jersey devils i NHL.
Han har tidigare spelat på NHL-nivå för Seattle Kraken och på lägre nivåer för Binghamton Devils i American Hockey League (AHL) och Mississauga Steelheads i Ontario Hockey League (OHL).
Bastian draftades av New Jersey Devils i andra rundan i 2016 års draft som 41:a spelare totalt.

## Statistik
| 2011–2012  | Cambridge Hawks         | AH         | 5   | 0  | 0  | 0   | —   | —  | — | —  | —  |    |
| 2012–2013  | Kitchener Jr. Rangers   | AH         | 30  | 11 | 13 | 24  | 8   | 11 | 5 | 7  | 12 | 0  |
| 2013–2014  | Brantford 99ers         | GOJHL      | 48  | 17 | 29 | 46  | 24  | —  | — | —  | —  | —  |
|            | Mississiauga Steelheads | OHL        | 19  | 2  | 1  | 3   | 6   | 4  | 0 | 0  | 0  | 2  |
| 2014–2015  | Mississiauga Steelheads | OHL        | 68  | 17 | 12 | 29  | 22  | —  | — | —  | —  | —  |
| 2015–2016  | Mississiauga Steelheads | OHL        | 64  | 19 | 40 | 59  | 50  | 5  | 0 | 4  | 4  | 0  |
| 2016–2017  | Mississiauga Steelheads | OHL        | 58  | 16 | 29 | 45  | 43  | 20 | 7 | 7  | 14 | 16 |
| 2017–2018  | Binghamton Devils       | AHL        | 68  | 10 | 8  | 18  | 45  | —  | — | —  | —  | —  |
| 2018–2019  | New Jersey Devils       | NHL        | 1   | 0  | 0  | 0   | 5   | —  | — | —  | —  | —  |
|            | Binghamton Devils       | AHL        | 43  | 10 | 5  | 15  | 10  | —  | — | —  | —  | —  |
| NHL totalt | NHL totalt              | NHL totalt | 1   | 0  | 0  | 0   | 5   | —  | — | —  | —  | —  |
| OHL totalt | OHL totalt              | OHL totalt | 209 | 54 | 82 | 136 | 121 | 29 | 7 | 11 | 18 | 18 |